# Liste der Nintendo-Switch-Spiele/Q
| Titel                                                   | Entwickler            | Herausgeber                                  | Genre                        | Handel | Veröffentlichung D/A/CH             | Quelle |
| ------------------------------------------------------- | --------------------- | -------------------------------------------- | ---------------------------- | ------ | ----------------------------------- | ------ |
| Q Remastered                                            | liica                 | liica                                        | Puzzle                       | Nein   | 17. Nov. 2022                       | [ 1 ]  |
| Q-YO Blaster                                            | Forever Entertainment | Forever Entertainment                        | Shoot ’em up                 | Nein   | 27. Juni 2019                       | [ 2 ]  |
| Q.U.B.E. 2                                              | Toxic Games           | Trapped Nerve Games Retail: Super Rare Games | Puzzle                       | Ja     | 21. Feb. 2019                       | [ 3 ]  |
| Q.U.B.E. 10th Anniversary                               | Toxic Games           | Toxic Games                                  | Puzzle                       | Nein   | 28. Sep. 2022                       | [ 4 ]  |
| QB Planets                                              | Ultimate Games        | Ultimate Games                               | Puzzle                       | Nein   | 1. Nov. 2021                        |        |
| Qbics Paint                                             | Abylight Studios      | Abylight Studios                             | Malprogramm                  | Nein   | 27. Juli 2017                       | [ 5 ]  |
| Qbik                                                    | Forever Entertainment | Forever Entertainment                        | Puzzle                       | Nein   | 18. Jan. 2018                       | [ 6 ]  |
| Quad Fighter K                                          | Happymeal             | Aksys Games                                  | Shoot ’em up                 | Nein   | 31. Mai 2018                        |        |
| Quadle                                                  | Gamesare Studios      | Clickteam                                    | Puzzle                       | Nein   | 3. Mai 2019                         |        |
| Quake                                                   | Nightdive Studios     | Bethesda Retail: Limited Run Games           | Ego-Shooter                  | Ja     | 19. Aug. 2021 Retail: 27. Aug. 2021 | [ 7 ]  |
| Quantum Replica                                         | On3D Studios          | PQube                                        | Stealth                      | Nein   | 14. Mai 2021                        | [ 8 ]  |
| Quantum Storm                                           | SimFabric             | SimFabric                                    | Action                       | Nein   | 18. Nov. 2022                       |        |
| Quantum: Recharged                                      | SneakyBox             | Atari                                        | Action                       | Nein   | 17. Aug. 2023                       | [ 9 ]  |
| Quarantine Circular                                     | Mike Bithell Games    | Ant Workshop                                 | Adventure                    | Nein   | 8. Dez. 2018                        |        |
| Quarry Truck Simulator                                  | BoomHits              | BoomHits                                     | Simulation                   | Nein   | 5. Aug. 2022                        |        |
| Qube Qross                                              | Poly Poly Games       | Poly Poly Games                              | Puzzle                       | Nein   | 18. Feb. 2021                       |        |
| QUByte Classics – Jim Power: The Lost Dimension by PIKO | Piko Interactive      | QUByte Interactive                           | Jump ’n’ Run, Action         | Nein   | 2. Juni 2022                        | [ 10 ] |
| QUByte Classics – The Humans by PIKO                    | Piko Interactive      | QUByte Interactive                           | Puzzle                       | Nein   | 3. Feb. 2022                        | [ 11 ] |
| QUByte Classics – The Immortal by PIKO                  | Piko Interactive      | QUByte Interactive                           | Rollenspiel                  | Nein   | 28. Okt. 2021                       | [ 12 ] |
| QUByte Classics – Thunderbolt Collection by PIKO        | Piko Interactive      | QUByte Interactive                           | Shoot ’em up, Spielesammlung | Nein   | 4. Aug. 2022                        | [ 13 ] |
| QUByte Classics – Zero Tolerance Collection by PIKO     | Piko Interactive      | QUByte Interactive                           | Ego-Shooter, Spielesammlung  | Nein   | 7. Juli 2022                        | [ 14 ] |
| Queen’s Garden: Sakura Season                           | Green Sauce Games     | Green Sauce Games                            | Puzzle                       | Nein   | 15. Sep. 2022                       |        |
| Queen’s Quest 2: Stories of Forgotten Past              | Artifex Mundi         | Artifex Mundi                                | Wimmelspiel                  | Nein   | 1. März 2019                        |        |
| Queen’s Quest 3: The End of Dawn                        | Artifex Mundi         | Artifex Mundi                                | Wimmelspiel                  | Nein   | 20. Juni 2019                       |        |
| Queen’s Quest 4: Sacred Truce                           | Artifex Mundi         | Artifex Mundi                                | Wimmelspiel                  | Nein   | 10. Okt. 2019                       |        |
| Queeny Army                                             | Al-link               | eastasiasoft                                 | Shoot ’em up                 | Nein   | 18. Jan. 2022                       | [ 15 ] |
| Quell                                                   | Fallen Tree Games     | Fallen Tree Games                            | Puzzle                       | Nein   | 3. Okt. 2020                        | [ 16 ] |
| Quell Memento                                           | Fallen Tree Games     | Fallen Tree Games                            | Puzzle                       | Nein   | 20. März 2020                       |        |
| Quell Reflect                                           | Fallen Tree Games     | Fallen Tree Games                            | Puzzle                       | Nein   | 28. Dez. 2020                       |        |
| Quell Zen                                               | Fallen Tree Games     | Fallen Tree Games                            | Puzzle                       | Nein   | 27. Juni 2020                       | [ 17 ] |
| Quench                                                  | Axon Interactive      | Axon Interactive                             | Puzzle                       | Nein   | 7. Aug. 2019                        | [ 18 ] |
| Quest for Infamy                                        | Infamous Quests       | Ratalaika Games                              | Point-and-Click-Adventure    | Nein   | 4. März 2022                        | [ 19 ] |
| Quest for the Golden Duck                               | Bigosaur              | Bigosaur                                     | Maze                         | Nein   | 8. März 2019                        |        |
| Quest Hunter                                            | 2 Zombie Games        | 2 Zombie Games                               | Action-Rollenspiel           | Nein   | 12. Juli 2019                       |        |
| Quest of Dungeons                                       | Upfall Studios        | Upfall Studios                               | Roguelike                    | Nein   | 14. Sep. 2017                       | [ 20 ] |
| Quick Race                                              | Source Byte           | Source Byte                                  | Rennspiel                    | Nein   | 22. Juni 2023                       |        |
| Quintus and the Absent Truth                            | Wreck Tangle Games    | eastasiasoft                                 | Adventure, Horrorspiel       | Nein   | 6. Juli 2022                        |        |
| Quiplash                                                | Jackbox Games         | Jackbox Games                                | Party                        | Nein   | 23. Juli 2020                       | [ 21 ] |
| Quiplash 2 InterLASHional                               | Jackbox Games         | Jackbox Games                                | Party                        | Nein   | 3. Dez. 2020                        | [ 22 ] |
| Quiz 4 All                                              | Flippancy Studio      | Cooking & Publishing                         | Party                        | Nein   | 16. März 2023                       |        |
| QV                                                      | Izzle                 | CFK                                          | Action-Adventure, Puzzle     | Nein   | 26. Nov. 2020                       | [ 23 ] |